# The End of the Tour
Pour plus de détails, voir Fiche technique et Distribution.
The End of the Tour est une comédie dramatique sortie en 2015, réalisée par James Ponsoldt. Ce film a pour sujet la rencontre entre l'écrivain David Foster Wallace et le journaliste David Lipsky (en).

## Synopsis
Les 5 jours durant lesquels le journaliste David Lipsky a interviewé le romancier David Foster Wallace, qui venait de publier son roman L'Infinie Comédie.

## Fiche technique
Sauf indication contraire, les informations mentionnées dans cette section peuvent être confirmées par la base de données cinématographiques IMDb,  présente dans la section « Liens externes ».
- Titre original : The End of the Tour
- Réalisation : James Ponsoldt
- Scénario : Donald Margulies d'après le livre de David Lipsky "Although of Course You End Up Becoming Yourself"
- Direction artistique : Sarah M. Pot
- Costumes : Emma Potter
- Photographie : Jakob Ihre
- Montage : Darrin Navarro
- Musique : Danny Elfman
- Production : James Dahl, Matt DeRoss, David Kanter, Mark C. Manuel, Ted O'Neal
- Sociétés de production : Anonymous Content, Kilburn Media, Modern Man Films
- Société de distribution : A24 Films
- Budget :
- Pays de production :  États-Unis
- Langue originale : anglais
- Format : couleur - 35 mm - 2.35:1 - Dolby numérique
- Genre : Biopic et drame
- Durée : 106 minutes
- Dates de sortie :
  - États-Unis : 23 janvier 2015 (festival du film de Sundance)
  - France : 31 juillet 2015

## Distribution
- Jason Segel (VF : Jérôme Rebbot) : David Foster Wallace
- Jesse Eisenberg (VF : Donald Reignoux) : David Lipsky (en)
- Ron Livingston (VF : Stéphane Miquel) : Bob Levin
- Anna Chlumsky (VF : Laura Zichy) : Sarah
- Joan Cusack : Patty
- Mickey Sumner : Betsy
- Mamie Gummer : Julie
- Becky Ann Baker : Gérant de la librairie

 Source et légende : version française (VF) sur RS Doublage